# Jorge Hernández Aldana
Jorge Hernández Aldana (Caracas, 1969) és un cineasta veneçolà que resideix actualment a la Ciutat de Mèxic.
En 1986 va ingressar en la Universitat Simón Bolívar en Caracas per a estudiar Enginyeria Electrònica; no obstant això, als seus 23 anys va decidir abandonar-ho tot per a dedicar-se al món del cinema. En 1993 va ingressar a l'Escola de Cinema de Łódź en Polònia. L'any 2002 el seu curtmetratge Un primer paso sobre las nubes va guanyar el Festival de Curtmetratges de Caracas. Guillermo Arriaga, un dels membres del jurat, es va sorprendre amb la seva qualitat i el va convidar a fer diversos projectes amb ell a Mèxic, i fins i tot el va ajudar a produir el seu següent curtmetratge Aprendiz (2005).
L'any 2007 va estrenar la seva opera prima, El búfalo de la noche, basada en la novel·la homònima d'Arriaga. La cinta va ser estrenada en el Festival de Cinema de Sundance i en l'actualitat està girant en el circuit de festivals de cinema.
Va rodar un documental sobre la banda nord-americana The Mars Volta, Wax Simulacra, que es va estrenar a la fi del 2008. Posteriorment ha rodat el curtmetratge Payasos (2010) i el seu segon llargmetratge Los herederos (2015), que va rebre una nominació als Premis Ariel de 2018.